# 御三卿
御三卿是指田安德川家、一橋德川家和清水德川家 。這三家和早前創設的御三家相同，都是作為德川幕府將軍繼承人之列選。
這三家的當主都是從三位、相當於「卿」的官位，所以被合稱為御三卿。姓氏都是德川，而田安、一橋和清水的通稱是取自於離其住宅所在地最近的江戶城城門名稱。
在初代將軍德川家康生前創設御三家之後，第8代將軍德川吉宗又讓自己的次子德川宗武創設田安家、四子德川宗尹創設一橋家，之後的第9代將軍德川家重又讓次子德川重好成立清水家，此後即確立了御三卿的體制，其家格僅次於御三家。
第8代將軍德川吉宗（原本為御三家中的紀州藩第5代藩主）創設田安家和一橋家的目的，是鑑於「自己與御三家中的尾張藩第7代藩主德川宗春的對立」與「向來提供將軍家（德川宗家）繼承人人選的御三家，與將軍家的血緣關係已日漸疏遠」，所以想要讓御三家之外的德川家家族作為將軍家新的屏障和靠山。並規定此後在將軍家沒有子嗣繼承將軍之位時，要從御三家與御三卿中選定適當的繼承人。而實際上，第11代將軍德川家齊與第15代將軍德川慶喜就是出自一橋德川家，倒幕後繼承德川宗家的德川家達則是從田安德川家而來。

## 御三卿之「家」與其他大名不同的特點
御三卿與江戶時代其他被同樣被稱作為「xx家」的大名相較，明顯地不同。
御三卿各家是從幕府給予相當於10萬石的俸給，自己並沒有獨立的封地（藩），分散在諸國的領地的實際管理則委由幕府為之。還有，御三卿家老以下的家臣團主要也是由想成為幕臣的旗本（直屬於將軍家的武士）所構成的。因此，御三卿並非像御三家一樣是獨立於將軍家之外、個別的「家」，而是被認為是將軍家（德川宗家）的「家屬、近親」，實際上在社會地位與經濟層面上依存於將軍家的程度很大。
雖然御三卿的領地經營委諸幕府（因而不可能產生與幕府相對立的力量），但對這種制度還是有「造成御三卿間的對立或幕府內的政爭被過度激化了」的批評。例如，御三家因為有實際控制的領地，所以必須自己花費時間精力從事領地經營的工作；但是御三卿由於沒有自己經營領地的必要，所以實際上變成什麼事也不用做。因此御三卿和御三家相比之下，反而更可以專注於和幕府的權力鬥爭相關的、見不得光的政治事務。結果就是，造成「爭取成為將軍繼承人」之類的政爭更加激烈。
另外，御三卿可以不必一直有「當主」存在，即使沒有當主，御三卿的「家」也被允許繼續存續，這一點和其他的「家」相較之下非常不同。幕藩體制之下，在藩主死亡而沒有家督繼承人的情形，藩組織（領地、城池、家臣團）會被改封給他人或充公。但是，御三卿即使在沒有家督繼承人的狀況，家組織（領地、房屋和其基地、家臣團）也不會被幕府充公，可以維持現狀直到後繼當主被確立為止。御三卿的當主有欠缺的狀況被稱為「明屋敷」（字面上的意思是「沒有人在的、閒置的房子」）。
因此，對御三卿的家族成員而言，並沒有要繼承自己家以維持「家」存續這個目的存在。在御三卿家不只是庶子，連嫡子也有成為其他家養子的。由松平定信（田安家）和德川昭武（清水家）等例子來看，如果成為其他家養子的機會和狀況適當的話，寧可讓御三卿家有可能會變成「明屋敷」狀態，也會優先讓御三卿的家族成員去成為其他家的養子。